# Крмель, Миран
Миран Крмель (сербохорв. Миран Крмељ / Miran Krmelj; 23 февраля 1941 года, Есенице — 2 марта 2009 года) — югославский хоккеист, игравший на позиции защитника.

## Биография
Отец Крмеля погиб во время Второй мировой войны, Миран потерял мать в возрасте 13 лет. Воспитывался сестрой. Хоккеем занимался с ранних лет, выступал с 1958 по 1985 годы: до 1962 года представлял «Акрони Есенице», с 1962 по 1985 годы играл за «Медвешчак». С 1963 по 1976 годы провёл свыше 40 матчей за сборную Югославии. Сыграл пять матчей на зимних Олимпийских играх 1964 года.
После завершения карьеры игрока работал в мэрии Загреба, позже открыл туристическое агентство, предоставлявшее свои услуги спортсменам, которые направлялись на спортивные соревнования. Дядя Звоне Шувака, югославского хоккеиста, участника зимних Олимпийских игр 1984 года.